# 45 عاما (فلم)
45 عاما (بالإنجليزية: 45 Years) هو فيلم درامي بريطاني صادر عام 2015، من إخراج وسيناريو أندرو هاي، وبطولة شارلوت رامبلينج وتوم كورتيناي، مقتبس عن قصة بلد آخر للكاتب ديفيد قسطنطين، عرض الفيلم في قسم المسابقة الرئيسية في مهرجان برلين السينمائي الـ65. وحازت شارلوت رامبلينج على الدب الذهب لأفضل ممثلة، وحصل كذلك توم كورتيناي على أفضل ممثل.

## القصة
تدور أحداث القصة حول زوجين على وشك الاحتفال بعيد زواجهما الخامس والاربعين، حينما يتلقى الزوج رسالة إلكترونية من شأنها تغيير مجريات علاقتهما.

## الاستقبال النقدي
تلقى الفيلم مراجعات إيجابية، وحاز على إشادات عالمية من قبل النقاد حيث حصل على متوسط 98% على موقع الطماطم الفاسدة بناء على 82 مراجعة وحصل على معدل 94% على موقع ميتاكريتيك بناء على 24 مراجعة

## طاقم العمل
- شارلوت رامبلينج بدور كيت ميرسر
- توم كورتيناي بدور جويف ميرسر
- جيرالدين جيمس بدور لينا
- دولي ويلز بدور شارلوت
- ديفيد سيبلي بدور جورج
- ريتشارد كونينجهام بدور السيد واتكينز[3]

## جوائز والترشيحات
| الجائزة / المهرجان السينمائي              | الفئة             | المستلم(ين)     | النتيجة |
| ----------------------------------------- | ----------------- | --------------- | ------- |
| حفل توزيع جوائز الأوسكار الثامن والثمانون | أفضل ممثلة        | شارلوت رامبلينج | رُشِّح     |
| مهرجان برلين السينمائي الدولي             | أفضل ممثل         | توم كورتيناي    | فوز     |
| مهرجان برلين السينمائي الدولي             | أفضل ممثلة        | شارلوت رامبلينج | فوز     |
| مهرجان برلين السينمائي الدولي             | الدب الذهبي       | أندرو هايغ      | رُشِّح     |
| جوائز الأكاديمية البريطانية للأفلام       | أفضل فيلم بريطاني | 45 عاما         | رُشِّح     |
| جوائز السينما المستقلة البريطانية         | أفضل فيلم بريطاني | 45 عاما         | رُشِّح     |
| جوائز السينما المستقلة البريطانية         | أفضل مخرج         | أندرو هايغ      | رُشِّح     |
| جوائز السينما المستقلة البريطانية         | أفضل ممثلة        | شارلوت رامبلينج | رُشِّح     |
| جوائز السينما المستقلة البريطانية         | أفضل ممثل         | توم كورتيناي    | رُشِّح     |
| جوائز السينما المستقلة البريطانية         | أفضل سيناريو      | أندرو هايغ      | رُشِّح     |
| جوائز السينما المستقلة البريطانية         | أفضل منتج         | تريستان جوليجر  | رُشِّح     |

## وصلات خارجية
- مقالات تستعمل روابط فنية بلا صلة مع ويكي بيانات